# Josef Thaller
Josef Thaller (* 1930 in München) ist ein Kochbuch-Autor, der die deutsche regionale Küche dokumentierte.

## Werdegang
Thaller lebt seit 1961 in Leinfelden.
Er war Begründer und Vorsitzender des Stuttgarter Kochkollegs, das sich ab 1980 der Förderung und Pflege einer verfeinerten und erneuerten Landesküche annahm. Von 1990 bis 1997 entstand eine zehnbändige Buchreihe mit den Gerichten deutscher Regionen der besten dortigen Köche.
Viele seiner Bücher wurden von der Gastronomischen Akademie Deutschland mit Preisen versehen; sieben seiner Bücher wurden prämiert.

## Publikationen
- Stuttgarter Kochkolleg: Die neue schwäbische Küche. Hädecke Verlag 1984, ISBN 978-3-7750-0131-1.
- Stuttgarter Kochkolleg: Das schwäbische Vesper. Hädecke Verlag 1985, ISBN 978-3-7750-0139-7.
- Original bayerisch. Bayerische Originale. Hädecke Verlag 1988. ISBN 978-3-7750-0804-4.
- Die Baden-Württembergische Meisterküche. Matthaes Verlag 1990, ISBN 3-87516-605-1.
- Vincent Klink Schwäbisch Gmünd. Matthaes Verlag 1991, ISBN 978-3-87516-613-2.
- Schwäbisches Vesper-Brevier. Matthaes Verlag 1991, ISBN 978-3-87516-618-7.
- Die bayerische Meisterküche. Matthaes Verlag 1991.
- Die nordrhein-westfälische Meisterküche. Matthaes Verlag 1992, ISBN 3-87516-630-2.
- Die Schleswig-Holsteinische und die Hamburger Meisterküche. Matthaes Verlag 1993, ISBN 978-3-87516-650-7.
- Die hessische Meisterküche. Matthaes Verlag 1994, ISBN 978-3-87516-654-5.
- Die Niedersächsische und die Bremer Meisterküche.Matthaes Verlag 1994, ISBN 978-3-87516-647-7.
- Hunsingers Fischküche., Matthaes Verlag 1994, ISBN 3-87516-631-0.
- Historischer Krug Oeversee. Matthaes Verlag 1995, ISBN 978-3-87516-659-0.
- Die rheinland-pfälzische und saarländer Meisterküche. Matthaes Verlag 1995.
- Die berlin er und brandenburger  Meisterküche. Matthaes Verlag 1996.
- Ethnic Food New age cuisine. Matthaes Verlag 1996, ISBN 978-3-87516-658-3.
- Die mecklenburg-vorpommersche Meisterküche.  Matthaes Verlag 1997, ISBN 978-3-87516-692-7.
- Die Sächsische, Thüringer und sachsen-anhaltinische Meisterküche.  Matthaes Verlag 1997, ISBN 978-3-87516-693-4.
- Das Beste vom schwäbisch-hällischen Landschwein. Ecoland 2003, ISBN 3-89977-400-0.
- Schmeck den Süden Baden-Württemberg: Ein kulinarisches Landschaftsbild. DRW-Verlag, ISBN 3-87181-457-1.
- Original Bayrisch – The Best of Bavarian Food. Hädecke Verlag, ISBN 3-7750-0478-5.
- Schmeck den Süden: Baden-Württemberg, ein kulinarisches Landschaftsbild. DRW-Verlag 2001, ISBN 978-3-87181-457-0.